# گمینا کراسوچین
گمینا کراسوچین (به لهستانی:  Gmina Krasocin) یک گمینا در لهستان است که در شهرستان وووشچووا واقع شده‌است. گمینا کراسوچین ۱۹۳٫۸۹ کیلومتر مربع مساحت و ۱۰٬۷۵۱ نفر جمعیت دارد.